# Фотобиология
Фотобиоло́гия — наука о биологических процессах, инициированных в живых системах действием света, поглощённым одним или несколькими хромофорами (фоторецепторами) этих систем.
В основе фотобиологии лежат теоретические представления о физико-химических свойствах биологических молекул и сложных биологических структур, полученные из экспериментальных результатов при изучении фотофизических и фотохимических свойств простых и сложных органических молекул, красителей, природных и синтетических пигментов. Свет инициирует различные фотопроцессы в растворах, суспензиях, адсорбатах, слоях, упорядоченных системах, мембранах клеток, в клетках, тканях, в целых организмах. Нередко эти процессы имеют свободно-радикальную природу и продолжаются в дальнейших темновых реакциях. Изучение таких процессов требует привлечения современных представлений физики, химии, биофизики и биологии. Знание механизмов первичных стадий фотобиологических процессов необходимо для понимания трансформации энергии поглощённых квантов света (фотонов) в таких явлениях как фотосинтез, зрение, повреждающее и лечебное действие ультрафиолетового и лазерного излучения. Изучение первичных стадий фотобиологических процессов неразрывно связано с использованием спектроскопических методов исследования, люминесценции, ядерного магнитного резонанса. Всё это требует глубоких знаний и методик физико-химического эксперимента. Именно в этом содержится суть современной фотобиологии, изучающей механизмы фотостимулированных процессов.